# Будинок пансіону Чернігівської чоловічої гімназії
Будинок пансіону Чернігівської чоловічої гімназії — пам'ятка історії місцевого значення у Чернігові. Наразі у будівлі розміщується спортивне товариство «Спартак».

## Історія
Рішенням виконкому Чернігівської обласної ради народних депутатів трудящих від 31.05.1971 № 286 надано статус «пам'ятник історії місцевого значення» з охоронним № 54 під назвою «Будинок колишньої чоловічої класичної гімназії, в якому проходив Перший губернський з'їзд Рад робітничих, селянських та солдатських депутатів» за адресою № 5. Пам'ятник розташований на території історико-архітектурного заповідника «Чернігів стародавній».
Наказом Департаменту культури та туризму, національностей та релігій Чернігівської обласної державної адміністрації від 12.11.2015 № 254 для пам'ятника історії використовується назва «Будинок Чернігівської чоловічої гімназії». Встановлено нову меморіальну дошку, де пам'ятник називається «Будинок пансіону Чернігівської чоловічої гімназії».

## Опис
У період 1821—1919 роки в будинку губернатора (Музейна вулиця будинок № 4) розміщувалася Чернігівська класична чоловіча гімназія. У 1850—1854 роки було збудовано додатковий корпус — пансіон з гімназійним спортзалом. В 1866 пансіон був закритий і викуплений гімназією, потім переобладнаний для навчальних класів. Під час Другої світової війни 2-поверховий корпус пансіону (між сучасними будинками № 4 та 5А Музейної вулиці) було зруйновано.
На початку ХХ століття на території Дитинця було збудовано одноповерховий будинок для спортзалу гімназії. З'явилися 2-поверхові прибудови, де розмістилися службові приміщення дитячо-юнацької спортивної школи, які змінили початковий вид споруди.
Кам'яний, одно-двоповерховий, складний у плані будинок, площею 420 м². Фасад прикрашений пілястрами (у тому числі рустичними), увінчаний трикутними фронтонами. Фасад виходить на північний захід до історичної Катеринівської вулиці (зараз частина Музейної вулиці).

У 1972 рокуна фасаді будинку встановлено меморіальну дошку Першому губернському з'їзду Рад робітничих, селянських та солдатських депутатів, нині демонтовано (мармур, 0,7×0,8 м).
Наразі у будівлі розміщується спортивне товариство «Спартак».